# Pavle Ivić
Pavle Ivić (Beograd, 1. prosinca 1924. – Beograd, 19. rujna 1999.) bio je srpski filolog, dijalektolog i fonolog, jezikoslovac i redoviti član SANU.

## Životopis
Pavle Ivić znanstvenik je s međunarodnom reputacijom i najpoznatiji srpski jezikoslovac druge polovice dvadesetog stoljeća. Otac mu je bio povjesničar Aleksa Ivić, supruga jezikoslovka Milka Ivić, a sin matematičar Aleksandar Ivić.
Bio je redovni profesor na Sveučilištu u Novom Sadu i na Sveučilištu u Beogradu. Bavio se, osim dijalektologijom srpskog i hrvatskog jezika, primarno štokavskim narječjem, poviješću srpskoga jezika, paleografijom srpskih i hrvatskih ćirilskih povelja, jezičnim savjetništvom.
Tijekom nekoliko desetljeća je surađivao i polemizirao s hrvatskim jezikoslovcima, napose Dragutinom Ragužem, Stjepanom Babićem, Radoslavom Katičićem  i Daliborom Brozovićem s kojim je objavio dijalektološku knjigu "Jezik, srpskohrvatski/hrvatskosrpski, hrvatski ili srpski".

## Politička stajališta
Do kraja 1960-ih godina imao je umjerene stavove o srpsko-hrvatskim odnosima, tada postupno prihvaća unitaristička i za Domovinskog rata velikosrpska shvaćanja, ali ih pod konac 1990-ih revidira.

## Članstva
Godine 1973. postao je počasni član Američke akademije znanosti i umjetnosti, a iste godine počasni član Američkog lingvističkog društva. Nosi počasni doktorat Sveučilišta Columbus State (Ohio, SAD).
Bio je član srpske, američke, norveške, slovenske, austrijske, makedonske i ruske akademije znanosti.
Bio je član Matice srpske, Vukove zadužbine, Srpske književne zadruge, Udruženja književnika Srbije i Društva srpsko-židovskog prijateljstva.